# Стеногина
Стеногина (лат. Stenogyne) — род растений семейства Яснотковые (Lamiaceae), распространённый в лесах и субальпийских кустарниках Гавайских островов.

## Ботаническое описание
Лианы или реже прямостоячие многолетние травы, с простыми волосками. Листья супротивные, цельные, у молодых растений иногда пальчатолопастные.
Соцветие не верхушечное, тирсовидное или кистевидное. Чашечка 5-лопастная, расширяющаяся, при плодах часто широко-колокольчатая, доли равные или неравные (3 и 2), иногда все неравные. Венчик двугубый, 4-лопастный (1 и 3), красного, розового, пурпурного, белого или зелёного цвета. Тычинки равные или задняя пара немного длиннее. Лопасти рыльца почти равные или слегка неравные. Орешки обратнояйцевидные, часто очень крупные, мясистые, голые. Хромосомы: 2n = 32, 64.

## Виды
Род включает 21 вид:
- Stenogyne angustifolia A.Gray
- Stenogyne bifida Hillebr.
- Stenogyne calaminthoides A.Gray
- Stenogyne calycosa Sherff
- Stenogyne campanulata Weller & Sakai
- Stenogyne cinerea Hillebr.
- Stenogyne cranwelliae Sherff
- Stenogyne haliakalae Wawra
- Stenogyne kaalae Wawra
- Stenogyne kamehamehae Wawra
- Stenogyne kanehoana O.Deg. & Sherff
- Stenogyne kauaulaensis K.R.Wood & H.Oppenh.
- Stenogyne macrantha Benth.
- Stenogyne microphylla Benth.
- Stenogyne oxygona O.Deg. & Sherff
- Stenogyne purpurea H.Mann
- Stenogyne rotundifolia A.Gray
- Stenogyne rugosa Benth. typus[1]
- Stenogyne scrophularioides Benth.
- Stenogyne sessilis Benth.
- Stenogyne viridis Hillebr.